# Thập tam trại
Thập tam trại là tên gọi chung chỉ một quần thể các làng nghề ở phía Tây kinh thành Thăng Long xưa. Hiện nay nguồn gốc cụ thể của các làng này còn gây tranh cãi. Thập tam trại được biết đến từ thời vua Lý Nhân Tông, với truyền thuyết dựng làng Vĩnh Phúc của một dũng sĩ họ Hoàng và dân làng Lệ Mật. Từ thời nhà Lý đã có các thôn trại: Vạn Bảo, Đại Yên (Đại Bi), Ngọc Hà, Hữu Tiệp, Giảng Võ, Thủ Lệ, Liễu Nhai (Liễu Giai), Cống Yên. Các làng này đóng vai trò cung cấp các nhu yếu phẩm cho kinh thành Thăng long.

## Danh sách các làng
- Cống Vị
- Làng Ngọc Hà: Dệt lụa, trồng hoa
- Hữu Tiệp: Nghề mộc, trồng hoa. (Thời Pháp gọi chung với làng Ngọc hà là Trại Hàng hoa)
- Thụy Khuê
- Hào Nam: Trồng rau.
- Kim Mã Thượng
- Đại Yên: Làng thuốc
- Liễu Giai
- Kim Mã
- Vạn Phúc (tên khác là Vạn Bảo)
- Ngọc Khánh
- Thủ Lệ
- Giảng Võ
- Cống Yên
- Vĩnh Phúc